# Alessandro Rodrigo Silva
Alessandro Rodrigo da Silva (Santo André, 28 de agosto de 1984) é um atleta paralímpico brasileiro e recordista mundial, especializado em arremesso de disco.
Conquistou a medalha de ouro nos Jogos Paralímpicos de Verão de 2016 no Rio de Janeiro, representando seu país na categoria  lançamento de disco F11.
Em 2019 representou o Brasil no Campeonato Mundial de Para Atletismo em Dubai, onde conquistou uma medalha de ouro no lançamento de disco e uma medalha de bronze no arremesso de peso.  